# Argali altajský
Argali altajský, též ovce středoasijská či archar (Ovis ammon) je druh divoké ovce, vyskytující se v pohořích centrální Asie.

## Popis
Je to největší druh ovce, přestože hmotností se jí může rovnat severoamerická ovce tlustorohá (Ovis canadensis). V kohoutku měří 85 až 135 cm a na délku od hlavy po kořen ocasu dosahuje až 2 metrů. Samice jsou menší než samci, někdy váží až o polovinu méně. Samice váží 43 až 100 kg, samci obvykle od 97 do 328 kg. Maximální zaznamenaná hmotnost je 356 kg. Argali má relativně nejmenší ocas ze všech druhů podčeledi Caprinae.
Zbarvení jednotlivých populací je velmi variabilní. Pohybuje se od světle žluté přes červenohnědou až k tmavě šedohnědé. Samec má na krku bělavý límec a na krku má delší srst, která tvoří jakýsi hřeben. Samci jsou obvykle tmavší než samice. Samci mají velké, zakroucené rohy, které dosahují celkové délky až 190 cm a váží až 23 kg. Samice mají také rohy, ale o mnoho menší, s celkovou délkou pod 50 cm.

## Systematika
Tradičně byl argali členěn do devíti poddruhů, přičemž v současné době jsou všechny obvykle považovány za samostatné druhy. Vedle samotného argali altajského (O. ammon) se jedná o druhy:
- argali mongolský (O. darwini),
- argali Severtzovův (O. severtzovi),
- argali karatauský či argali turkestánský (O. nigrimontana),
- argali Marco Polův či ovce pamírská (O. polii),
- argali tibetský (O. hodgsoni),
- argali čínský (O. jubata) – možná vyhynulý,
- argali ťanšanský (O. karelini),
- argali kazašský (O. collium),[3]

Ve starších zdrojích se k poddruhům argali se řadí i muflon (Ovis gmelini musimon). Dnes je však znám jeho původ z ovce kruhorohé (Ovis gmelini) skrze domestikaci a následné opětovné zdivočení.

## Rozšíření a stanoviště
Argali altajský se vyskytuje ve střední Asii na pomezí Kazachstánu, Číny, Ruska a Mongolska. Žijí v horských oblastech v nadmořské výšce od 300 do 5800 metrů. Ve vyhovujících oblastech se vyskytuje na mírně se svažujících stráních se zvlněným terénem. V oblastech, kde je často loven (například v Kazachstánu) se vyskytuje v lesích. V oblastech Číny a Ruska, kde se musí potýkat s konkurencí domácích ovcí, se vyskytuje především na nedostupných srázech.

## Chování
Argali je vysoce stádové zvíře. Žijí v jednopohlavných stádech, která obvykle čítají přes 100 jedinců. Během období páření se stáda spojují a samci spolu bojují o přízeň samic. Tyto souboje jsou často násilné a řinčení rohů se odráží od okolních hor. Zhruba po pětiměsíční březosti samice porodí 1 až 2 mláďata. Odpojí se od stáda, aby porodila, a mláďata zanechá v trávě, kde je chodí krmit. Pasou se na trávě a bylinách. V letních měsících v případě nedostatku migrují do vyšších poloh na čerstvé pastviny.

## Ohrožení
Jejich počet postupně klesá, a to hlavně z důvodu nadměrného lovu, pytláctví a konkurence ze strany domácích zvířat. Nyní je na Červeném seznamu IUCN veden jako téměř ohrožený, a ačkoli byl dříve klasifikován jako zranitelný, jeho ochrana je stále nutná.